# JBIG2
JBIG2 — стандарт сжатия изображений, предложенный Группой экспертов в сжатии бинарных изображений (Joint Bi-level Image Experts Group), и стандартизованный Международной организацией по стандартизации ISO/IEC. Он применяется как для сжатия без потерь, так и для сжатия с потерями. Согласно пресс-релизу группы разработчиков стандарта, в режиме «сжатие без потерь» JBIG2 обычно сжимает файлы в 3-5 раз сильнее, чем Fax Group 4 и в 2-4 раза сильнее, чем JBIG — предыдущие стандарты сжатия бинарных изображений, предложенные той же группой. JBIG2 был опубликован в 2000 году как международный стандарт ITU T.88 и в 2001 году как ISO/IEC 14492.

## Использование
- Файлы формата PDF, начиная с версии 1.4, поддерживают JBIG2 (и, соответственно, могут содержать в себе изображения в JBIG2).
- Для JBIG2 существуют декодеры с открытым исходным кодом — jbig2dec[4] и декодер xpdf (начиная с версии 2.0).
- Существует программа для сжатия с открытым исходным кодом: jbig2enc[5].

## Проблемы
В 2013 году Дэвидом Криселем была обнаружена проблема, заключающаяся в перепутывании букв и цифр при сжатии в JBIG2 с распознаванием паттернов: так, цифра 8 может заменить цифру 6, символ «и» — заменить «н». Подобные ошибки являются следствием использования сжатия с потерями и низкого качества отсканированного изображения; однако иногда они проявляются и при настройках сканирования с высоким качеством. Такая проблема может проявляться в цифровом оборудовании для копирования и даже в сканерах.